# Anyphaena aperta
Anyphaena aperta – gatunek pająka z rodziny motaczowatych.
Gatunek ten opisany został w 1921 roku przez Nathana Banksa jako Gayenna aperta. Do rodzaju Anyphaena przeniosła go w 1931 roku Elizabeth Bangs Bryant. W obrębie tegoż rodzaju zaliczany jest do grupy gatunków accentuata wraz z motaczem nadrzewnym.
Pająk ten osiąga między 4 a 6 mm długości ciała. Kształt jego karapaksu jest dłuższy niż szerszy, z przodu u samców o ponad połowę, a u samic o niecałą połowę węższy niż w najszerszym miejscu. Ubarwienie karapaksu jest jasnopomarańczowobrązowe z parą ciemnych przepasek podłużnych. Przedni rząd oczu jest krótszy i wygięty w odwrotną stronę niż tylny. Środkowe pary oczu są mniejsze niż boczne. Średnica oczu pary przednio-środkowej wynosi mniej więcej tyle co wysokość nadustka, a odległość między nimi mniejsza od owej średnicy. Odległość między oczami tylno-środkowej pary wynosi półtorakrotność ich średnicy. Przednio-boczna para oczu oddalona jest od tylno-bocznej o ich średnice. Pomarańczowobrązowe szczękoczułki mają po 3 ząbki na krawędziach przednich i po 5–7 na krawędziach tylnych. Warga dolna i endyty są jasnopomarańczowe. Dłuższe niż szersze sternum jest jasnopomarańczowe z przejrzystymi krawędziami. Dłuższa niż szeroka opistosoma (odwłok) jest jasna z poprzecznymi rzędami ciemnych znaczeń. Odnóża są jasnożółte. Nadstopia pierwszej i drugiej pary mają po jednym kolcu na stronie spodniej.
Narządy rozrodcze samicy cechuje obecność kapturka na płytce płciowej i nakrycie wewnętrznych ich części błoną przednio-grzbietową. Nogogłaszczki samca mają krótką i ostro zakończoną apofizę medialną, krótki konduktor i wyraźny embolus.
Jest to nearktyczny przedstawiciel motaczowatych, zamieszkujący pacyficzne wybrzeże Kanady i Stanów Zjednoczonych: od Kolumbii Brytyjskiej po południową część Kalifornii. Dojrzałe samce spotyka się od marca do wczesnego września, a samice od marca do początku listopada. Zasiedlają sekwoje i żywotniki.